# ویلیام آلفرد فاولر
ویلیام آلفرد "ویلی" فولر (به انگلیسی: William Alfred "Willy" Fowler) ‏ (۹ آگوست ۱۹۱۱ - ۱۴ مارس ۱۹۹۵) اخترفیزیک‌دان آمریکایی است. او نباید با اخترشناس بریتانیایی، آلفرد فاولر اشتباه گرفته شود.
فولر در سال ۱۹۶۳، موفق به دریافت جایزه هنری نوریس راسل از جامعه اخترشناسی آمریکا شد؛ از جایزه‌های دیگر وی می‌توان به جایزه وتلسن در ۱۹۷۳، مدال ادینگتون در ۱۹۷۸، مدال بروس در سال ۱۹۷۹ و جایزه نوبل فیزیک در سال ۱۹۸۳ و به دلیل مطالعه‌های نظری و تجربی دربارهٔ واکنش‌های هسته‌ای در اهمیت تشکیل عناصر مختلف شیمیایی در گیتی، اشاره کرد.